# 霍頓萊克 (密歇根州)
霍頓萊克（英語：Houghton Lake）是位於美國密歇根州羅斯康芒縣丹頓鎮區、萊克鎮區及羅斯康芒鎮區的一個普查規定居民點。

## 人口
根據2020年美國人口普查的數據，霍頓萊克的面積為32.07平方千米，當中陸地面積為27.84平方千米，而水域面積為4.22平方千米。當地共有人口5249人，而人口密度為每平方千米163.67人。